# Schmolitz

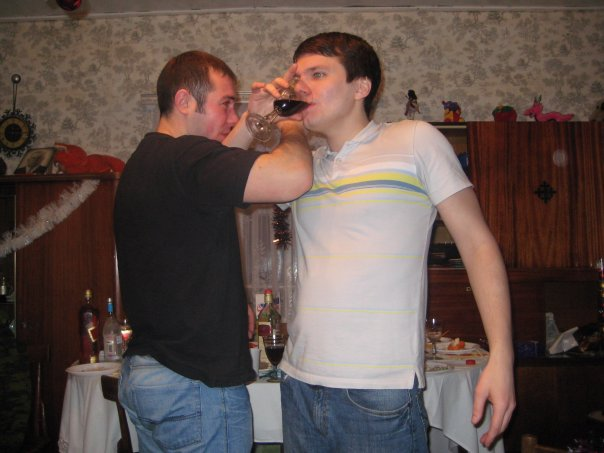
Schmolitz avec du vin

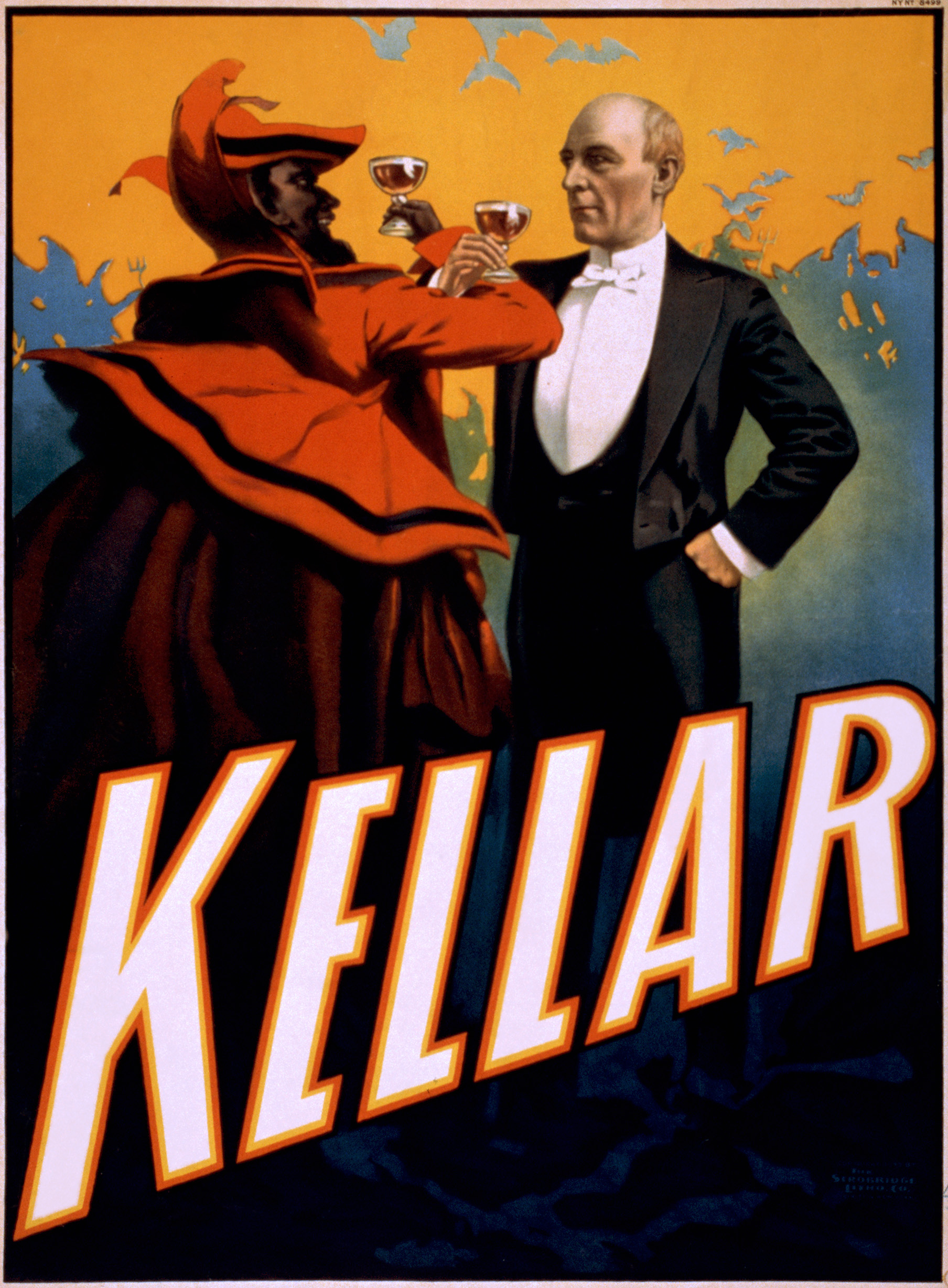
Affiche publicitaire de 1899 inspirée par Faust (ici Harry Kellar) faisant Schmolitz avec le diable.

L'expression « faire schmolitz » est un helvétisme qui désigne un rituel au cours duquel deux personnes décident de se tutoyer.  

## Description
Faire schmolitz,,, consiste à se servir un verre de vin chacun, puis à le prendre dans la main droite. On croise alors son bras droit avec celui de la personne en face, puis chacun boit son propre verre en restant ainsi enlacés.  
Cette expression est empruntée à l'argot estudiantin allemand du XVIIIe siècle. Malgré sa consonance germanique, cette expression (Schmollis) est moins connue en Suisse alémanique où elle est remplacée par Duzis mache. L'équivalent allemand est : « mit jemandem Brüderschaft trinken ».
Le rituel était à la mode dans les années 1960, pour tomber en désuétude par la suite.
L'expression est attestée à partir de 1889.